# 393 (tal)
393 är det naturliga talet som följer 392 och som följs av 394.

## Inom vetenskapen
- 393 Lampetia, en asteroid.

## Inom matematiken
- 393 är ett udda tal
- 393 är ett sammansatt tal
- 393 är ett defekt tal
- 393 är ett palindromtal i det decimala talsystemet.
- 393 är ett palindromtal i det kvarternära talsystemet.